# Ukrajinska pravoslavna Crkva
Ukrajinska pravoslavna Crkva stvorena je 988. godine službenim pokrštavanjem Kijevske Rusi te sve do 15. prosinca 2018. nije bila jedinstvena što je posljedica vrlo burne ukrajinske povijesti u kojoj je Crkva imala često i političku ulogu. Dio Ukrajinaca u Rusiji odnosno ukrajinskih crkvenih dužnosnika također je imao vrlo veliku ulogu u razvoju Ruske pravoslavne crkve koju su doživljavali kao vlastitu u sklopu izgradnje jedinstvenog Ruskog Imperija.
Ukrajinsko pravoslavlje je do 15. prosinca 2018. bilo podijeljeno između tri odnosno dvije glavne pravoslavne Crkve:
- Ukrajinska pravoslavna crkva Kijevske patrijaršije okuplja najveći broj ukrajinskih vjernika, a reformirana je uspostavljanjem neovisne Ukrajine. Ima velike simpatije i pretendira zauzeti čelno mjesto Crkve u Ukrajini. Raspuštena je prije zasnivanja neovisne Pravoslavne crkve Ukrajine.
- Ukrajinska pravoslavna crkva Moskovske patrijaršije druga je po broju okupljenih vjernika i autonomna sljednica Ruske pravoslavne crkve iz razdoblja Sovjetskog Saveza. Do 2018. je bila jedini službeni predstavnik među ostalim Pravoslavnim crkvama. U svojim redovima okuplja višemilijunsku rusku manjinu u Ukrajini.

U Ukrajini također živi veliki broj vjernika koji ne priznaju ni jednu pravoslavnu Crkvu. To je posljedica velike politizacije u crkvenim redovima i čestog pritiska Ruske pravoslavne crkve koja se već stoljećima iz političkih razloga protivi uspostavljanju posve neovisne, jedinstvene i međunarodno priznate Ukrajinske pravoslavne crkve.
Posebno mjesto u ukrajinskoj crkvenoj povijesti zauzima Ukrajinska grkokatolička crkva koja je zadržala autohotni ukrajinski crkveni identitet i pretendira na mjesto čelne crkve u Ukrajini. Po svom velikom broju crkvenih institucija nalazi se na drugom mjestu.
Dana 24. svibnja 2023. Biskupski sabor odlučuje o potpunom prijelazu na revidirani julijanski kalendar te da će se taj prijelaz dogoditi 1. rujna 2023. Također je odlučeno da se 27. srpnja 2023. sazove Mjesni sabor koji će konačno odobriti prelazak na revidirani julijanski kalendar.

## Rusko-ukrajinski crkveni odnosi
Ukrajinska pravoslavna crkva do danas nije razriješila pravno-politička pitanja s Ruskom pravoslavnom crkvom koja se protivi njezinoj samostalnosti. Razlog tim nesuglasicama nalazi se u vrlo složenoj povijesti i činjenici da je Ukrajina više stoljeća bila rusko-carska i potom rusko-sovjetska kolonija. Posebno je problematično razdoblje u 16. stoljeću kada su Ukrajinci prešli na Katoličanstvo i prihvatili autoritet Rima jer je Carigrad pao u ruke Turcima. Dodatan problem stvorila je Ruska pravoslavna crkva koja je ukrajinske grkokatolike u 17. počela preobraćivati na Pravoslavlje te je navodno «nelegalno» preuzela nadležnost nad Ukrajinskom pravoslavnom crkvom koja je do Brestske crkvene unije bila posve neovisna, jedinstvena te odgovorna jedino Carigradskoj patrijaršiji i potom Vatikanu. Ti su postupci doveli do toga da su se Ukrajinci u 18. stoljeću u sklopu Ruskog Imperija masovno okretali od nove rusificirane Crkve na prostorima Ukrajine koja je često zagovarala jedinstvo s Rusijom i potpuno ukidanje prethodno dogovorene ukrajinske autonomije.
U Ukrajini se često napominje činjenica da je 1686. godine Carigradska patrijaršija pod turskim okupacijskim pritiskom nelegalno prepustila svoju nadležnost nad Ukrajinskom pravoslavnom crkvom u Kijevu i svom Rusi-Ukrajinom jurisdikciji mlađe Moskovske patrijaršije, odnosno danas Ruskoj pravoslavnoj crkvi. Nisu se još razriješile pravno-političke nesuglasice između Ukrajinskih crkvi Kijevske i Moskovske patrijaršije. Jedna od njih zastupa stajališta potpune neovisnosti Ukrajinske pravoslavne crkve, a druga autonomiju u sklopu Ruske pravoslavne crkve.
Ukrajinska pravoslavna crkva Moskovske patrijaršije smatra se i dalje direktnim nasljednikom Kijevske crkve Sv. Volodimira uspostavljene u 10. stoljeću pokrštavanjem Kijevske Rusi i Ukrajine (sinonim za kršćansku maticu Kijevske Rusi). U kršćanskim istočnoslavenskim krugovima staru Kijevsku Rus' dovode u izravan kontakt s današnjom Ukrajinom što je od izuzetnog značaja za poglavara Ruske pravoslavne crkve Patrijarha Kirila. Autoritet Crkve u tradicionalno jakoj kršćanskoj zemlji Ukrajini koristi se često kao političko sredstvo pri postizanju određenih ciljeva što pogoduje jačanju ateizma i nakon sloma SSSR-a. Ukrajinci u Rusiji također su kroz povijest imali poseban značaj kada je u pitanju razvoj Ruske pravoslavne crkve što danas dodatno komplicira i ovako složene odnose.

## Vanjske poveznice
- orthodoxy.org  Arhivirana inačica izvorne stranice od 29. srpnja 2010. (Wayback Machine) (ukr.)